# Emil Beutinger

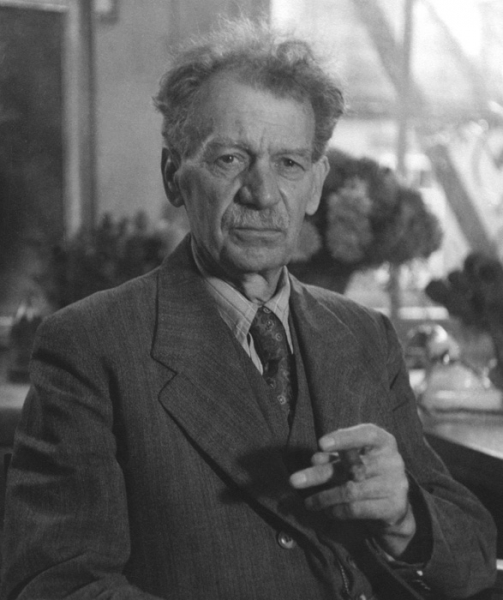
Emil Beutinger

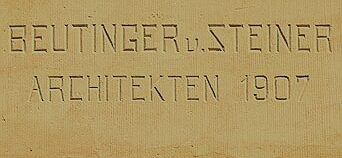
Hinweis auf die Architekten am Haus in der Wilhelmstraße 17 in Heilbronn (1907)

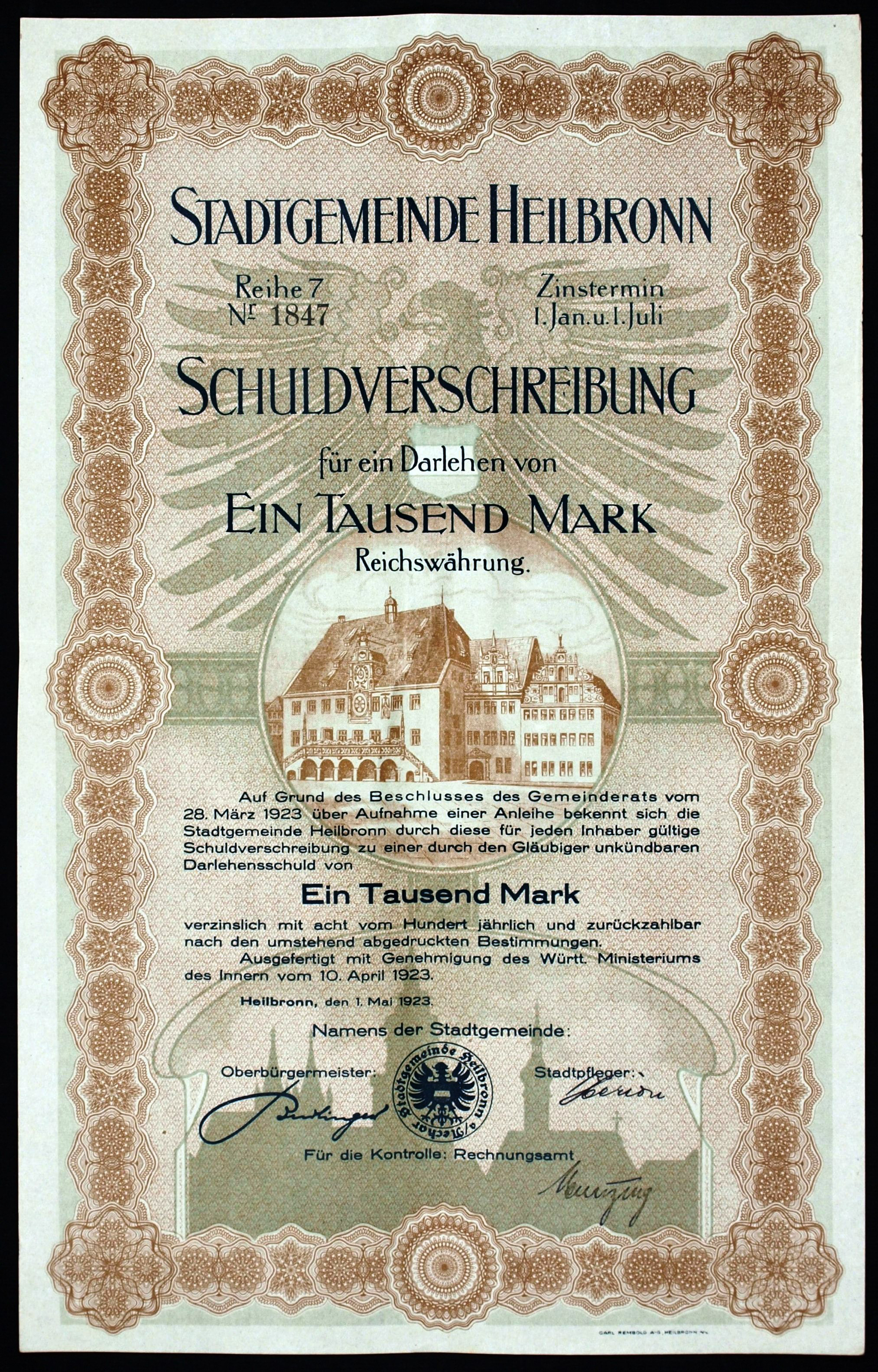
Schuldverschreibung der Stadtgemeinde Heilbronn vom 10. April 1923 mit Unterschrift von OB Beutinger

Mausoleum Wegener (1903)

Villa Hagenmeyer (1904)

Haus Drautz (1905)

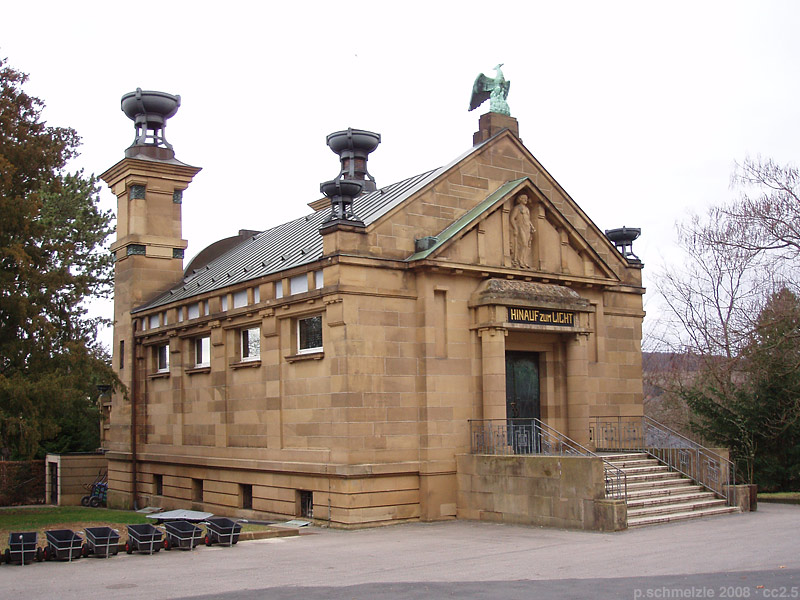
Krematorium, Hauptfriedhof Heilbronn (1905)

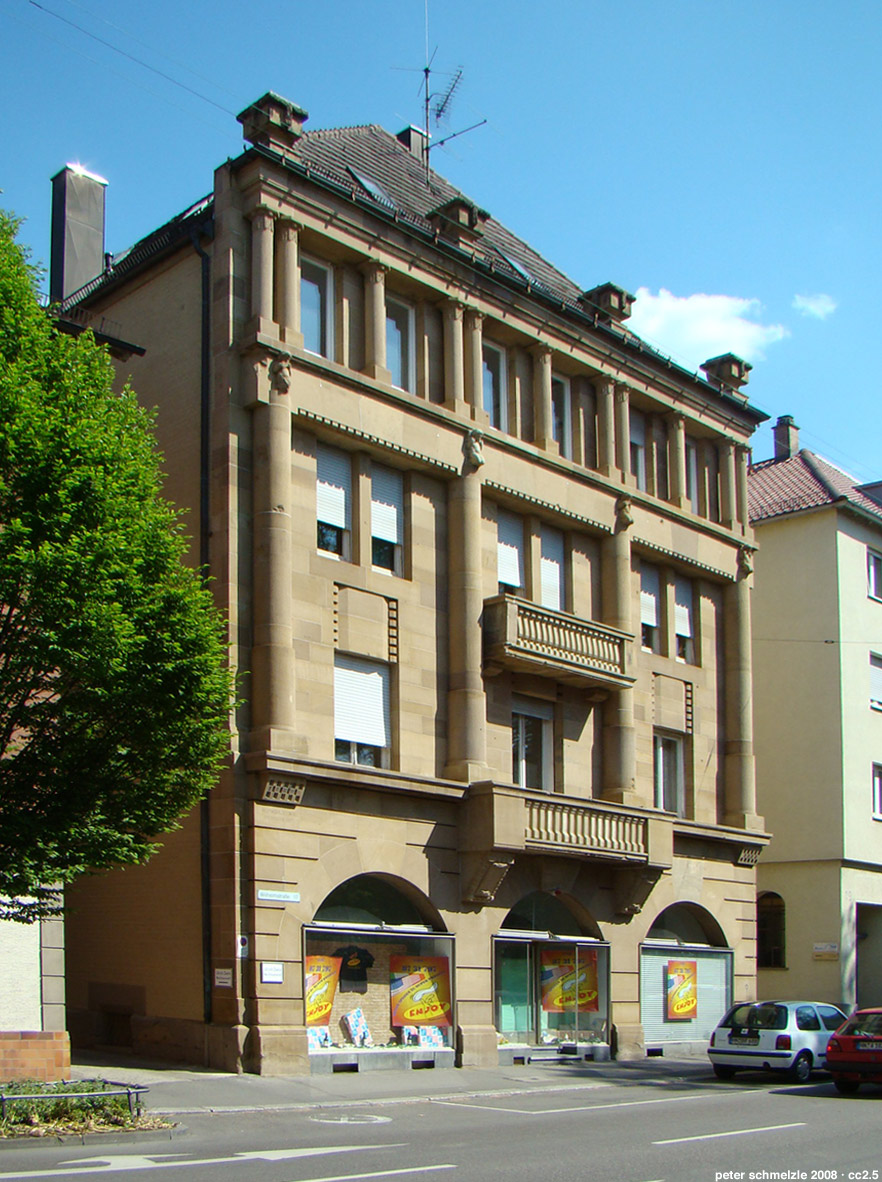
Haus Mößner (1907–1908)

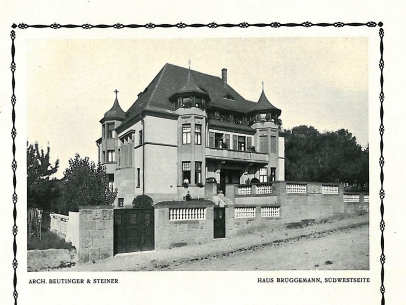
Villa Pfleiderer (1907–1908)

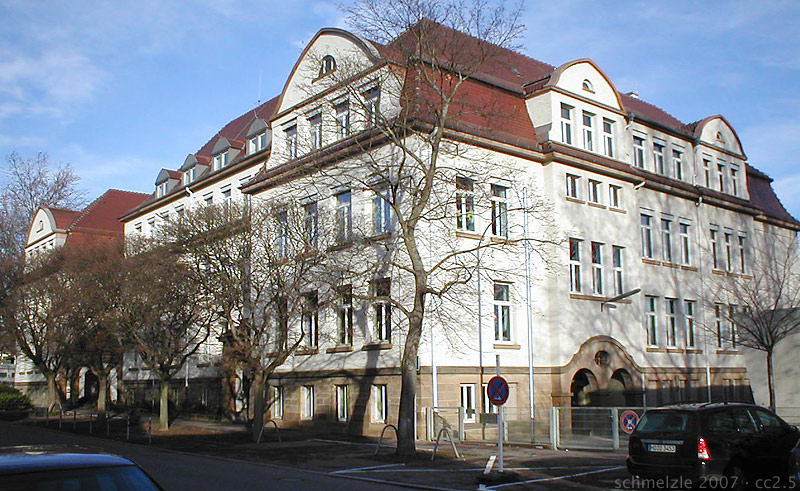
Grünewaldschule (1913)

Emil Beutinger (* 9. August 1875 in Heilbronn; † 19. Oktober 1957 ebenda) war ein deutscher Architekt. Gemeinsam mit Adolf Steiner bildete er die Architektengemeinschaft Beutinger & Steiner, die vor allem in Heilbronn zahlreiche Bauten errichtete. Er war Mitglied im Deutschen Werkbund und von 1913 bis 1921 Direktor der Kunstgewerbeschule Wiesbaden. Seine Bauten wurden vielfach publiziert und galten als mustergültig, er selbst hat Bücher über Bauplanung und -kalkulation verfasst und war Herausgeber der Zeitschrift Der Industriebau. Von 1921 bis 1933 war er gewählter Oberbürgermeister der Stadt Heilbronn. Nach dem Zweiten Weltkrieg war er 1945/46 nochmals ins Amt eingesetzt und leitete den Wettbewerb zum Wiederaufbau der völlig kriegszerstörten Stadt, die ihn 1955 zum Ehrenbürger ernannte.

## Leben

### Herkunft und Ausbildung
Emil Beutinger stammt aus einer der ältesten Familien der Stadt Heilbronn. Er wurde am 9. August 1875 in Heilbronn als Sohn eines Graveurs der Firma P. Bruckmann & Söhne geboren. Nach einer Lehre als Steinmetz studierte er Architektur an der Baugewerbe- und Kunstschule in Stuttgart, an der Technischen Hochschule Darmstadt sowie in Berlin. In Berlin war er nach seinem Examen Mitarbeiter von Otto Rieth. Ferner war er in Breslau und in Finnland tätig, wo er am 25. September 1903 in Tammerfors Albertina Östmann (1873–1960) heiratete. 1909 wurde die Tochter Stina geboren, die später Kunsthistorikerin wurde und in den autobiographischen Romanen von Hermann Lenz als „Stina“ erscheint. Beutingers andere Tochter Brita studierte in München Medizin, der Sohn Erik Beutinger wurde wie sein Vater Architekt.

### Architekt
Zu seinen ersten eigenen Bauten zählt das 1901 geplante Krematorium auf dem Hauptfriedhof in Heilbronn, das nach Beutingers Zusammenschluss mit dem Architekten Adolf Steiner 1905 im Stil des Klassizismus errichtet wurde. Dem Bau dieses ersten Krematoriums in Württemberg war 1904 die Veröffentlichung seines Fachbuchs über Feuerbestattungen vorausgegangen. 
Das in Heilbronn und Darmstadt ansässige Architekturbüro Beutinger & Steiner baute in rascher Folge zahlreiche Häuser in und um Heilbronn, darunter neben Wohnhäusern und Villen auch Stall und Kutscherhaus für den Industriellen Brüggemann, das spätere Warenhaus Landauer 1905, Gebäude für das Portland-Zementwerk in Lauffen am Neckar 1911, das Nettel-Kamerawerk in Sontheim 1912 und die Karosseriefabrik Barth in Sontheim 1913. 
Die Fachzeitschrift Der Profanbau stellte bereits 1907 eine größere Auswahl von Bauten von Beutinger und Steiner vor und lobte die Architekten „für die liebevolle Durcharbeitung aller Einzelheiten, für die Auswahl der Materialien, für die Zusammenstimmung in Form und Farbe mit der Umgebung, mit dem eigenen Gelände und Garten wie mit der Nachbarschaft“. Als herausragendes Meisterwerk des Architektengespanns nannte Der Profanbau das Haus Drautz in Heilbronn, als Beispiel eines „Patrizierhauses modernen Stils“, bei dessen Ausführung auch der Bildhauer Adolph Amberg mitgewirkt hatte.
1911 wurde Beutinger als Professor an die Kunstgewerbeschule Wiesbaden berufen, deren Direktor er dann von 1913 bis 1921 war. Für seine Verdienste um den Ausbau dieser Schule wurde ihm der Titel Professor verliehen.

### Fachautor und Herausgeber
In seiner Zeit als Assistent am Lehrstuhl für Baukunst der Technischen Hochschule in Darmstadt arbeitete Beutinger mit dem Verleger Alexander Koch zusammen, für dessen Zeitschriften Innen-Dekoration. Mein Heim. Mein Stolz und Deutsche Kunst und Dekoration er u. a. Entwürfe von Kollegen wie Curjel & Moser besprach und auch im Preisgericht der Zeitschriften saß, die Geldpreise für mustergültige innenarchitektonische Entwürfe vergaben. In den folgenden Jahren veröffentlichte Beutinger eine Reihe von Schriften zur Kalkulation und zum Vertragswesen im Bauwesen, von denen mehrere auch bei Koch in Darmstadt erschienen. Später war Beutinger selbst langjähriger Herausgeber der Zeitschrift Der Industriebau, die im Carl Scholtze Verlag in Leipzig erschien, wo Beutinger 1914 auch sein Buch über das Submissionswesen veröffentlichte.

### Oberbürgermeister in Heilbronn 1921–1933
Nach dem Tod des Oberbürgermeisters Paul Göbel im Mai 1921 bewarb er sich um das Amt des Oberbürgermeisters der Stadt Heilbronn. Die Kandidatur des parteilosen Beutinger, der sich selbst als Demokraten aus Überzeugung bezeichnete, erhielt die Unterstützung der SPD. Am 17. Juli 1921 wurde er mit 72 % der abgegebenen Stimmen (Wahlbeteiligung: 72 %) zum Oberbürgermeister gewählt.
In seiner Amtszeit widmete sich Beutinger besonders der städtebaulichen Entwicklung von Heilbronn. So wurden die beengten Verkehrsverhältnisse durch die Anlegung breiter neuer Durchgangsstraßen deutlich verbessert. Der begonnene Ausbau des Kanalhafens fällt in Beutingers Amtszeit ebenso wie der Ausbau und die Modernisierung der städtischen Versorgungsbetriebe Gaswerk, Straßenbahn Heilbronn, Schlachthof und Milchversorgung Heilbronn AG. Auch die Gründung des stadtgeschichtlichen Museums im Jahr 1923 ging auf Beutinger zurück.
1931 bewarb sich Beutinger um eine weitere Amtszeit. Neben der SPD, die sich erneut für ihn aussprach, unterstützten ihn nun auch DDP, DVP und Zentrum. Die KPD stellte einen eigenen Kandidaten auf, die NSDAP rief zur Wahlenthaltung oder zur Abgabe einer ungültigen Stimme auf. Am 7. Juni 1931 wurde Beutinger mit 85 % der abgegebenen Stimmen (Wahlbeteiligung: 46 %) für eine Amtszeit von 15 Jahren wiedergewählt.

### Amtsenthebung 1933
Beutinger war den führenden Heilbronner Nationalsozialisten um Richard Drauz lästig. Nach der NS-Machtergreifung fand am 16. März 1933 eine Gemeinderatssitzung statt, die der Amtsenthebung Beutingers durch das NS-Regime dienen sollte. Nur 17 von 30 Räten waren anwesend, da Sozialdemokraten, Kommunisten und andere dem Regime missliebige Räte verprügelt, verhaftet oder eingeschüchtert worden waren. Da Beutinger krank war, wurde die Sitzung von seinem Stellvertreter Karl Wulle (DDP) geleitet, der zu Beginn eine Erklärung abgab, dass die Stadtverwaltung und der Gemeinderat „angesichts der neuen Lage ihre Pflichten und Aufgaben loyal zu erfüllen gedenke“. Obwohl Beutinger in einem Schreiben seine baldige Genesung mitgeteilt hatte, wählten die Anwesenden den Stadtrat Heinrich Gültig (NSDAP) zum 1. Stellvertreter des Oberbürgermeisters und den Stadtrat Theodor Krauß (Bürgerliche Vereinigung) zum 2. Stellvertreter. Am 17. März wurde Gültig zum Staatskommissar ernannt, am 16. August zum Oberbürgermeister. Gegen Beutinger wurde am 11. April ein Untersuchungsverfahren wegen des Verdachts der Veruntreuung von Aufsichtsratsvergütungen eingeleitet, am 24. April wurde er vom Dienst suspendiert. Am 22. Juni wurde er zwar vom Landgericht freigesprochen, am 26. Juli jedoch auf Grundlage des Gesetzes zur Wiederherstellung des Berufsbeamtentums gegen seinen Willen in den Ruhestand versetzt. Das NS-Regime organisierte am Abend des 22. Juni aus „Empörung“ über das Urteil einen Überfall von 27 mit Stangen, Knüppeln und Pfählen bewaffneten SA-Angehörigen auf sein Haus im Gemmingstal. Das Gebäude und die Einrichtung wurden schwer beschädigt, Beutinger selbst konnte jedoch unbemerkt durch ein Fenster fliehen. Ein Untersuchungsverfahren gegen die Täter wurde zwar eingeleitet, vom württembergischen Reichsstatthalter und NS-Gauleiter Wilhelm Murr aber niedergeschlagen. Erst im Juli 1949 fand ein Prozess gegen neun noch lebende Täter statt.

### Oberbürgermeister in Heilbronn 1945–1946
Am 13. April 1945 wurde Beutinger von der US-Militärregierung im Alter von 69 Jahren wieder in seine ehemalige Position als Oberbürgermeister und zusätzlich als Landrat des Landkreises Heilbronn eingesetzt, wobei er das letztere Amt nur kurzzeitig bekleidete. Die Stadt verdankt ihm wesentliche Impulse zum weiteren Ausbau des Neckarkanals und zum Wiederaufbau der im Zweiten Weltkrieg bei den Luftangriffen auf Heilbronn völlig zerstörten Stadt. Beutinger hat den künstlerischen Wettbewerb für den Wiederaufbau der Heilbronner Altstadt geleitet. Während seiner Nachkriegs-Amtszeit als Oberbürgermeister engagierte Beutinger zwei Bürgermeister: Paul Meyle, der als Prokurist bei dem Heilbronner Unternehmen Knorr tätig war und einer von Beutingers Nachfolgern werden sollte, und den ehemaligen KZ-Häftling Walter Vielhauer.
Als Oberbürgermeister war Emil Beutinger von Januar bis Juni 1946 Abgeordneter der von der Militärregierung eingesetzten Vorläufigen Volksvertretung für das Land Württemberg-Baden.
Vom Gemeinderat 1946 nicht wieder gewählt, ging er als Oberbürgermeister zum 1. Oktober 1946 in den Ruhestand, wirkte jedoch noch von 1948 bis 1950 als DVP-Stadtrat im Gemeinderat.

### Ruhestand und Tod
Am 19. August 1955 wurde er zum Ehrenbürger der Stadt Heilbronn ernannt. Er starb am 19. Oktober 1957 in Heilbronn.

## Bauten (Auswahl)
- 1903: Mausoleum August Wegener auf dem Hasefriedhof in Osnabrück[9]
- 1903–1904: Villa Hagenmeyer in Schwäbisch Hall
- 1904: Haus Böckinger Straße 98 in Neckargartach
- 1905: Aussegnungshalle und Krematorium auf dem Heilbronner Hauptfriedhof
- 1905: Haus Drautz in Heilbronn
- 1905–1906: Haus Fleischmann in Heilbronn (kriegszerstört)
- 1906: Haus Werderstraße 138 in Heilbronn
- 1907–1908: Haus Mößner in Heilbronn
- 1907–1908: Villa Pfleiderer in Heilbronn (1973 abgerissen)
- 1909: Schwabenhaus in Heilbronn (2022 abgerissen)
- 1910/1911: Doppelhaus Südstraße 80/82 in Heilbronn
- 1911: Rohmühle und Verwaltungsgebäude für die Württembergische Portlandzement-Fabrik in Lauffen am Neckar
- 1912: Fabrikgebäude des Nettel-Kamerawerks in Heilbronn-Sontheim
- 1913: Fabrikgebäude der Karosseriefabrik Barth in Heilbronn-Sontheim
- 1913: Alleenschule (heute: Grünewaldschule) in Böckingen
- 1913/1914: Verwaltungsgebäude der Ortskrankenkasse in Heilbronn (kriegszerstört)

## Schriften
- Handbuch der Feuerbestattung. Leipzig 1904.
- Leitfaden für das Veranschlagen (Baukostenberechnung). Für den Unterricht und zur Selbstbelehrung. Degener, Leipzig 1908.
- Kosten-Voranschläge für das Baugewerbe. Alexander Koch, Darmstadt 1909.
- Arbeits-Verträge für das Baugewerbe. Alexander Koch, Darmstadt 1909.
- Das Veranschlagen im Hochbau. Kurzgefaßtes Handbuch über das Wesen des Kostenanschlags. Göschen, Berlin / Leipzig 1912.
- Die Bauführung. Kurzgefaßtes Handbuch über das Wesen der Bauführung. 2. Auflage, Göschen, Berlin / Leipzig 1914.
- Das Submissionswesen. Untersuchungen über die Einflußfaktoren und ihre Wirkung auf die wirtschaftliche Lage in Gewerbe, Handel und Industrie. Scholtze, Leipzig 1914.
- Industriebauten in heimatlicher Gestaltung. In: Schwäbisches Heimatbuch (1915), S. 82–90.
- Denkschrift über den Neckarkanal und seinen Einfluß auf den künftigen Heilbronner Stadtbauplan. 1929.